# Ardicio Rivoltella
Ardicio Rivoltella (zm. 1186) – włoski kardynał.
Pochodził z okolic Cremony. Za pontyfikatu Eugeniusza III (1145–1153) był subdiakonem Świętego Kościoła Rzymskiego. Na konsystorzu w grudniu 1156 papież Hadrian IV mianował go kardynałem diakonem S. Teodoro. W 1158 razem z kardynałem Ottone da Brescia był wikariuszem Adriana IV w Lombardii. Uczestniczył w podwójnej papieskiej elekcji we wrześniu 1159, udzielając poparcia Aleksandrowi III. Jako legat Aleksandra III w Konstantynopolu uzyskał poparcie dla jego sprawy ze strony cesarza Manuela Komnena. W latach 60. i 70. XII wieku ponownie działał jako legat w Lombardii, tym razem z kardynałem Manfredo de Lavagna. W latach 1177–1182 jest udokumentowany jako prałat kościoła w Piadenie. Podpisywał bulle papieskie między 27 grudnia 1156 a 9 marca 1186. Niedługo po tej ostatniej dacie zmarł, będąc już w bardzo zaawansowanym wieku.